# سهره کاکل‌سیاه
سهره کاکل‌سیاه (نام علمی: Lophospingus pusillus) گونه‌ای از پرندگان تیرهٔ فرخندگان (Thraupidae) است. در بولیوی، پاراگوئه و شمال آرژانتین یافت می‌شود. زیستگاه‌های طبیعی آن بوته زارهای نیمه‌گرمسیری یا استوایی خشک و بوته‌زارهای نیمه‌گرمسیری یا گرمسیری با ارتفاع زیاد است. این پرنده نسبتاً معمولی با طیف بسیار گسترده است و اتحادیه بین‌المللی حفاظت از طبیعت آن را به عنوان " گونه کمترین گرانی " ارزیابی کرده است.